# Lucian Ilie
Pour les articles homonymes, voir Ilie.
Lucian Ilie, né le 14 octobre 1967 à Dâmbovița, est un footballeur roumain, qui évoluait au poste de milieu de terrain.

## Biographie
Avec le club du FC Groningue, il joue deux matchs en Coupe de l'UEFA lors de la saison 1992-1993, et 32 matchs en Eredivisie, inscrivant un but.